# خانواده برخوردی (سیارک)
خانوادهٔ برخوردی (به انگلیسی: Collisional family)، در اخترشناسی، به یک گروه از پیکرهای آسمانی که بنا به باور کنونی دارای یک منشاء وجودی مشترک (در یک برخورد) هستند گفته می‌شود. آنها دارای ترکیباتی مشابه، و در بیشتر موارد در داشتن ویژگی‌های مداری با هم همانند و مشترک هستند.
خانواده‌های برخوردی یا مشکوک به برخوردی بودنِ شناخته شده: خانواده‌های سیارکیِ متعدد، ماه‌های نامنظمِ سیاره‌های بیرونی، بسیاری از اقمار نامنظم از سیارات بیرونی، زمین و ماه، [۱] و سیاره‌های کوتولهٔ پلوتو، اریس، و هائومیا و ماه‌های آنها را شامل می‌شود.